# Gulakandoz
Gulakandoz – miasto i dżamoat w zachodnim Tadżykistanie. Jest położony w dystrykcie Jabbor Rasulow w wilajecie sogdyjskim. Dżamoat zamieszkuje 31 604 osób.